# Homogén (informatika)
Informatikában is ismert fogalom a homogén.

A homogén szó alapjelentése: Minden részén egyforma szerkezetű vagy összetételű.Azonos nemű, egynemű, egyféle, egyenletes, egyenletesen feloszlatott, egyöntetű, egységes.
 
A legkisebb adategység az adatelem, amelyre hivatkozni lehet. Az adatelemek olyan véges halmazát, ahol az adatelemek között szerkezeti összefüggések vannak, amik meghatározzák a szerkezeten végezhető műveleteket és az alapelemek egymáshoz való viszonyát adatszerkezetnek hívjuk.

Az adatszerkezetek osztályozásuk szerint homogének és heterogének lehetnek. (Itt csak a homogénekkel foglalkozunk)

## Homogén adatszerkezetek

### Struktúra nélküli homogén adatszerkezetek
Egyes adatelemek között nincs  semmi nemű kapcsolat, sorrend, alá vagy fölérendeltség az egyes adatelemek függetlenek. Tehát bármikor eldönthető, hogy komponense-e a kiválasztott elem vagy sem.
- Halmaz: A matematikai halmazfogalom megjelenése adatszerkezeti szinten.
- Multihalmaz:  Lehetnek benne azonos elemek, azaz megengedi az ismétlődést. Ez egy speciális halmaz.
- Szeriális állomány: Az adatok egymás után helyezkednek el ez egy speciális állomány.

### Asszociatív homogén adatszerkezetek
Az adatelemek között lényegi kapcsolat nincs.
- Tömb: Az egyik leggyakrabban alkalmazott és legismertebb adatszerkezet. Bármelyik adateleme elérhető úgynevezett indexek (azonosító koordináták) használatával. Amivel kifejezhetjük:

1. Sor: Az adatok egy sorban helyezkednek el, egy dimenziós adatszerkezet, egy indexű.
2. Mátrix:két dimenziós az adatszerkezet, vagyis adatok sor-oszlop egységet alkotnak, így az adatelemek két index segítségével címezhetők.
3. Tömb: Három- vagy több dimenziós megjelenési forma.

- Táblázat: A táblázat két elemből állt: egy értékből és egy kulcsból. A kulcs hordozza az elérési helyét az értéknek. Amivel kifejezhetjük:

1. Soros: Az adatok sorokban-oszlopokban helyezkednek el amik találkozásánál találhatók a cellák. Ezekben cellában egy kulcs és egy érték van.
2. Önátrendező: A leggyakrabban használt elemek a kulcsaikkal a táblázat elején helyezkednek el.
3. Rendezett: Valami alapján átrendezett táblázat. Pl.: csökkenő/növekvő sorrend
4. Kulcstranszformációs: Folyamatos tármegjelenése van. Kulcs adat rendezésért egy függvény felel, hogy a kulcs megfelelő helyre legyen leképezve.

### Szekvenciális homogén adatszerkezetek
Egyértelmű sorrendje van az adatelemeknek, az elemek egymás mellett helyezkednek el, az első és az utolsó kivételével mindegyiknek 2 szomszédja van. 
- Lista: Minden elemnek van két szomszédja kivéve az elsőnek és az utolsónak feltéve, amennyibe nem üres mert akkor az elemszám 0.
- Verem: Ez egy speciális lista, ami lehet folytonos és szétszórt és az utolsó betett elem dolgozható fel először.
- Sor: Speciális lista ami lehet fix kezdetű, vándorlós vagy ciklikus. a veremmel ellentétben itt az első betett elem dolgozható fel először.
- Sztring: Lista ami lehet folytonos vagy szétszórt ábrázolású, szimbólumok alkotják az elemeit.
- Szekvenciális állomány: Állomány ami elsődleges kulcs szerint rendezett mert a rekordok az azonosítók.

### Hierarchikus szerkezetek
Minden adatelem csak egy helyről érhető el, de egy adott elemből tetszés szerinti számú adatelem látható. Egy elemnek akárhány rákövetkezője lehet, de csak egy megelőzője.
1. A gyökér nem lehet végpont
2. Bármely gyökértől különböző elem egyszer és csak egyszer lehet végpont
3. Bármely gyökértől különböző elem a gyökérből elérhető

- Hierarchikus lista

Olyan lista melynek elemei lehetnek listák és adatelemek is. 
- Hierarchikus állomány:

A hierarchikus listát megvalósító állomány.
- Fa A fa egy hierarchikus adatszerkezet, amelyben egy elemnek akárhány rákövetkezője, de minden elemnek csak egyetlen megelőzője létezik. A fa egy olyan dinamikus, homogén adatszerkezet, amelyben minden elem megmondja a rákövetkezőjét. gyökérelem, részgráf, levélelem

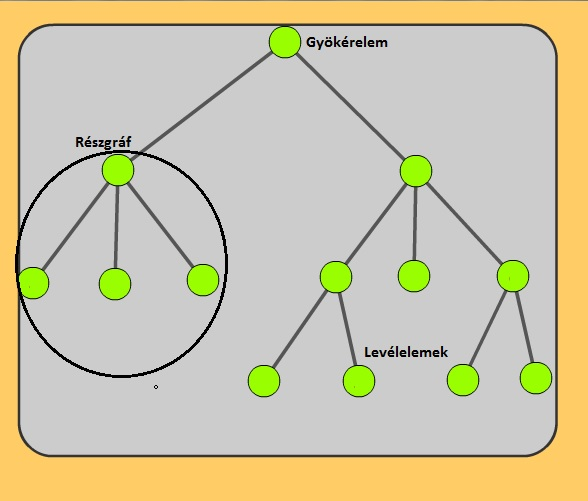
gyökérelem, részgráf, levélelem

1. Gyökérelem: a fa azon eleme, amelynek nincs megelőzője. A legegyszerűbb fa egyetlen gyökérből áll. Mindig csak egy gyökérelem van, de az kötelezően, kivétel az üres fa ahol egy sem.
2. Levélelemek: a fa azon elemei, amelyeknek nincs rákövetkezőjük.
3. Közbenső elem: a fa nem gyökér, illetve levél elemei, hanem az összes többi. Megelőző eleme és rákövetkező elemei is vannak.
4. Út: az út egy olyan szekvenciális adatelem sorozat, lista, amely a gyökérelemtől kiinduló, különböző szinteken átmenő, és levélelemben véget érő egymáshoz kapcsolódó él sorozat. Az út hosszán az adott útban található élek számát értjük. Minden levélelem a gyökérelemtől kiindulva pontosan egy úton érhető el.

#### Bináris fa bejárási stratégiák
- preorder

1. gyökérelem bejárása
2. bal oldali részfa bejárása
3. jobb oldali részfa bejárása

- postorder

1. bal oldali részfa bejárása
2. jobb oldali részfa bejárása
3. gyökérelem bejárása

- inorder

1. bal oldali részfa bejárása
2. gyökérelem bejárása
3. jobb oldali részfa bejárása

### Hálós adatszerkezet
A hálós adatszerkezetek bármelyik adatelemre több helyről is eljuthatunk, és bármelyik adatelemtől elvileg több irányban is mehetünk tovább. Pl.: Gráfok